# Woodway (Texas)
Woodway ist eine Stadt im McLennan County, Texas, USA. Beim Zensus 2020 betrug die Einwohnerzahl 9.383. Woodway ist Teil der Waco Metropolitan Statistical Area.

## Geschichte
Woodway wurde ursprünglich 1865 von Burl Kendrick, einem Veteran der Konföderierten, gegründet. Anfang der 1950er Jahre erhielt Woodway seinen Namen von einem Bürgerkomitee. Nach den Entscheidungen des Obersten Gerichtshofs in den Fällen Brown v. Board of Education und Brown II unternahm die Stadt Waco den Versuch, das öffentliche Schulsystem zu desegregieren. Als Reaktion auf die Integrationsversuche gründeten die Einwohner am 20. Juni 1955 eine Gemeinde unter dem Namen „Woodway“, ein Kofferwort aus den bestehenden Ortsnamen der Gegend, Woodland West und Village of Midway.

## Geographie
Nach Angaben des United States Census Bureau hat die Stadt eine Gesamtfläche von 6,6 Quadratmeilen (17,1 km²), ausschließlich Land.

## Demografie
| Rasse                                                    | Nummer | Prozentsatz |
| -------------------------------------------------------- | ------ | ----------- |
| Weiß (NH)                                                | 7.348  | 78,31 %     |
| Schwarz oder Afroamerikaner (NH)                         | 380    | 4,05 %      |
| Amerikanischer Ureinwohner oder Ureinwohner Alaskas (NH) | 25     | 0,27 %      |
| Asiatisch (NH)                                           | 230    | 2,45 %      |
| Insulaner aus dem Pazifik (NH)                           | 2      | 0,02 %      |
| Eine andere Rasse (NH)                                   | 10     | 0,11 %      |
| Gemischt/Mehrrassig (NH)                                 | 397    | 4,23 %      |
| Hispanics oder Latinos                                   | 991    | 10,56 %     |
| Total                                                    | 9.383  |             |

Laut der US-Volkszählung von 2020 lebten in der Stadt 9.383 Menschen in 3.177 Haushalten und 2.602 Familien.

## Kunst und Kultur

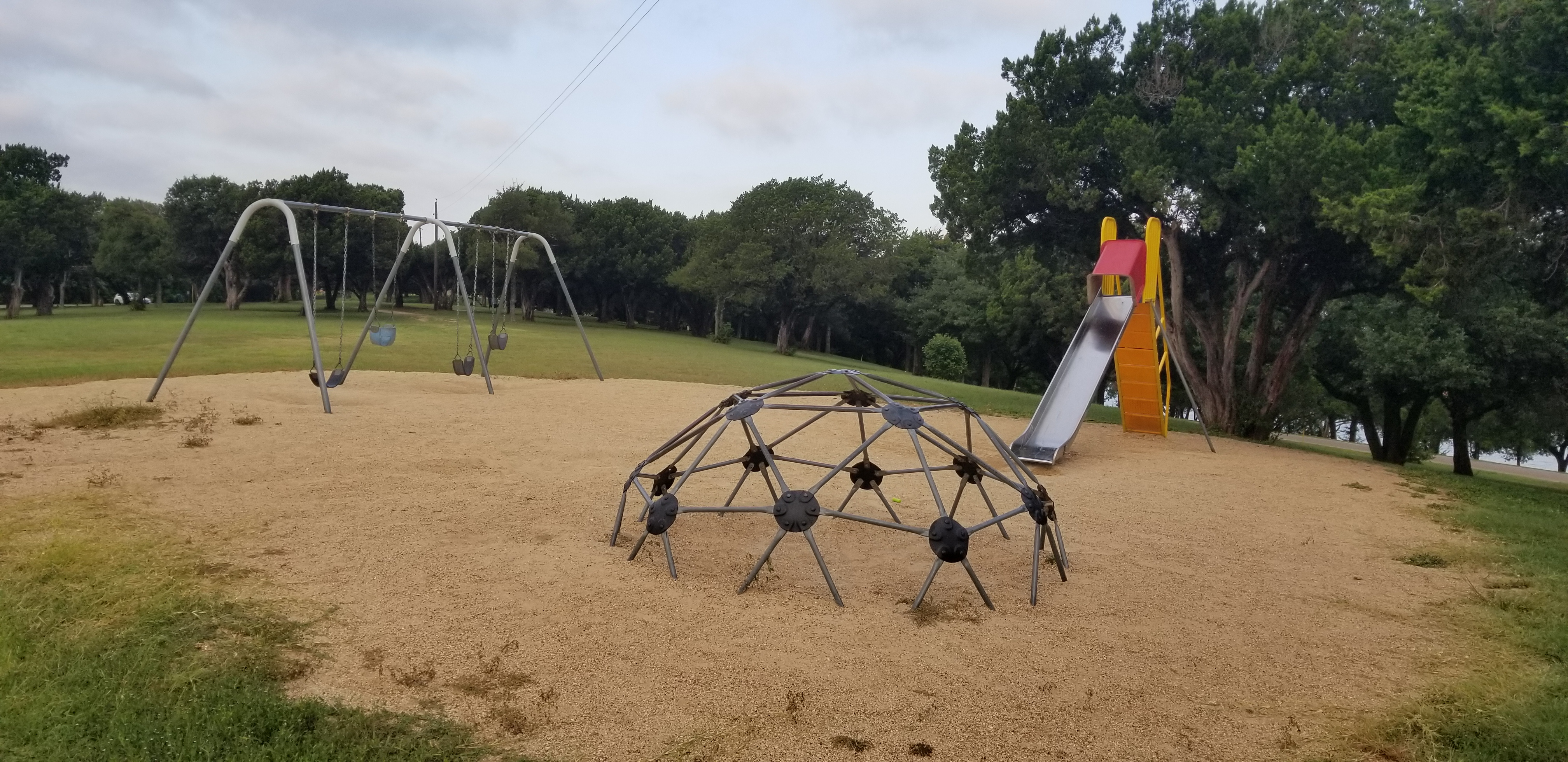
Woodway Park

Das Carleen Bright Arboretum ist ein 15 Acre (61,000 m²) Arboretum mit 6 Acre (24,000 m²) Gärten, einem Amphitheater mit überdachtem Pavillon, einer Kapelle und einer Vermietungseinrichtung. Kardinäle, der offizielle Vogel von Woodway, sieht man manchmal im Arboretum.

## Bildung
Die Stadt Woodway wird sowohl vom Midway Independent School District als auch von der Waco Independent School District versorgt.

## Hinweise
1. ↑  Die US-Volkszählung behandelt Hispanics/Latinos als ethnische Kategorie. Diese Tabelle schließt Latinos aus den Rassenkategorien aus und ordnet sie einer separaten Kategorie zu. Hispanics/Latinos können jeder Rasse angehören.